# No To Co
No To Co (Но То Цо) — польская рок-группа. В своём творчестве сочетала польский фольклор с элементами скиффла и бигбита, участники группы играли на 12-ти струнных акустических гитарах, скрипках, флейтах, губных гармониках, заметно выделялись своими концертными костюмами в народном стиле. Считается самой известной представительницей ранней польской рок-музыки.

## История
Группа была создана гитаристом и певцом Петром Янчерским в 1967 году. Первоначально группа называлась «Grupa Skifflowa Piotra Janczerskiego». До этого сам Янчерский был участником группы «Niebiesko-Czarni». Создавая новый коллектив, Янчерский пригласил в него Ежи Грюнвальда, Ежи Кшеминьского, Яна Стефанека, Богдана Борковского, Ежи Рыбиньского, Александра Кавецкого.
Дебют коллектива состоялся 5 декабря 1967 года в телепрограмме «После шести». В объявленном тогда конкурсе из нескольких тысяч поданных предложений для коллектива было выбрано название «Grupa Skiffflowa No To Co» (с 1970 года — «No To Co and Piotr Janczerski»). С января 1968 года группа начала выступать на сценах по всей Польше, а также давала концерты, в том числе в во Франции, Канаде, США, Западной Германии, Великобритании и социалистических странах. В декабре группа вместе с Alibabki появилась в телепрограмме Hej, kolęda deska (реж. Ева Бонацка), которая прошла в январе и феврале 1969 г. во многих польских городах, а на рубеже 1969 и 1970 гг. в США и Канаде.
Пик карьеры группы пришёлся на 1968—1970 годы. Были завоеваны крупные награды, в том числе на VI КФПП в Ополе в 1968 г. на песню «По тен красный цветочек». На этом фестивале песня «Те опольские дзючи» произвела фурор, хотя и осталась без награды. Следующие награды были завоёваны через год — на 3-м FPŻ в Колобжеге, 5-м Фестивале Братиславская лира и Фестивале фолк-кантри в Праге. Группа также выступала на фестивале в Сопоте, на 1-м Европейском фестивале популярной музыки в Риме и на ярмарке Midem в Каннах. 12 июня 1969 года она получила «Золотую пластинку» за альбом «Никифор».
Весной 1970 года группа приняла участие в телевизионном шоу Tomorrow’s Town, после чего последовало ещё одно выступление: No To Co в пригороде; Przyśpiewki ludowe a Te opolskie Dziouchy — No To Co hity. Она также появилась в фильме «Миллион для Лауры» (режиссер Иероним Пшибыл, премьера состоялась 8 июня 1971 года. Фрагмент музыкального шоу «Zielona lóczka» был исполнен на IX Национальном фестивале польской музыки в Ополе (1971).
После ухода Ежи Грюнвальда в конце 1970 года и Петра Янчерского годом позже, группа начала терять популярность, несмотря на переход к большему рок-звуку. В 1971 году к группе присоединился Эдуард Юго, а в 1974 году Рыбиньского заменил басист Чеслав Могилиньский (бывший участник группы Andrzej i Eliza). С 1972 по 1974 год группа выступала в Болгарии, ГДР, СССР и Швеции, а также играла в фильме «Аванс». (режиссёр Януш Заорский, группа также выступала на фестивале советской песни в Зелёно-Гуре. В январе 1977 года он заменил Krzemiński Михала Потьена (бывшего участника Kanon Rhythm) и Богдан Борковский взял на себя руководство группой. Группа No To Co реализовала программу к своему 13-летнему юбилею. После Михала Потепова, Гжегож Кучиньский (ранее A propos) был гитаристом в течение пяти месяцев, который участвовал во многих концертах и записывал материал для Польского радио Лодзи. Эти записи были сделаны Михалом Тарговским. В конце концов, группа прекратила своё существование в 1980 году.
Руководителем группы был Станислав Чейровский.
Летом 1993 года группа была восстановлена в первоначальном составе, но без Ежи Грюнвальда. 21 сентября 1993 года она отправилась в концертный тур No To Co — Tour of Poland '93. В последующие годы группа встречалась на концертах в Польше и за рубежом. Богдан Борковски умер 26 марта 2007 года в Чикаго. Jerzy Krzemiński покинул группу в 2010 году вместе с её основателем Петром Янчерским в качестве гостя.
В 2017 году группа достигла 54 баллов. КФПП в Ополе, где она отметила свое пятидесятилетие.
Советскому зрителю группа стала известна исполнением песни Червона рута.

## Дискография
- Nikifor (1968)
- W murowanej piwnicy (1969)
- Cztery pory roku (1970)
- Zielona łączka (1971)
- So what (1971)
- Kolędowe śpiewanki (1975)
- Tour of Poland '93 (1993)
- The best of — vol. 1 (1995)
- Złote przeboje (1999)
- Gdybym miał forsę (2006)
- 45 RPM — Kolekcja singli i czwórek (2007)
- 40 przebojów (2013) 2 CD
- 50 Lat (2017)